# Побєдненська сільська рада
Побє́дненська сільська́ ра́да — адміністративно-територіальна одиниця та орган місцевого самоврядування у Джанкойському районі Автономної Республіки Крим. Адміністративний центр — село Побєдне.

## Загальні відомості
- Населення ради: 4 383 особи (станом на 2001 рік)

## Населені пункти
Сільській раді підпорядковані населені пункти:
- с. Побєдне
- с. Нове Життя
- с. Тарасівка

## Склад ради
Рада складається з 20 депутатів та голови.
- Голова ради: Сегідіна Олена Яківна
- Секретар ради: Фатєєва Олена Олексіївна

### Керівний склад попередніх скликань
| Прізвище, ім'я, по батькові | Основні відомості                                                         | Дата обрання | Дата звільнення |
| --------------------------- | ------------------------------------------------------------------------- | ------------ | --------------- |
| Сегідіна Олена Яківна       | Сільський голова, 1952 року народження, освіта вища, член Партії регіонів | 26.03.2006   | 31.10.2010      |
| Сегідіна Олена Яківна       | Сільський голова, 1952 року народження, освіта вища, член Партії регіонів | 31.10.2010   |                 |

Примітка: таблиця складена за даними сайту Верховної Ради України

### Депутати
За результатами місцевих виборів 2010 року депутатами ради стали:

#### За суб'єктами висування
| Суб'єкт висування | Кількість обраних депутатів | %  |
| ----------------- | --------------------------- | -- |
| Партія регіонів   | 19                          | 95 |
| Самовисування     | 1                           | 5  |

#### За округами
| № округу        | Прізвище, ім'я, по батькові    | Дата визнання обраним | Освіта  | Партійна приналежність | Відомості про обраного депутата                                                           |
| --------------- | ------------------------------ | --------------------- | ------- | ---------------------- | ----------------------------------------------------------------------------------------- |
| Партія регіонів |                                |                       |         |                        |                                                                                           |
| 1               | Кулик Юрій Антонович           | 03.11.2010            | середня | позапартійний          | тимчасово не працює                                                                       |
| 2               | Слесаренко Тетяна Дмитрівна    | 03.11.2010            | середня | позапартійна           | Побєдненська сільська рада, тимчасово працює соціальним робітником по оформленню субсидій |
| 3               | Почечуєва Любов Вікторівна     | 03.11.2010            | вища    | позапартійна           | стаціонарне відділення для постійного проживання пенсіонерів с. Побєдне, медична сестра   |
| 4               | Джабраілова Зінаїда Іванівна   | 03.11.2010            | середня | член Партії регіонів   | будинок культури в с. Нове Життя, художній керівник                                       |
| 5               | Андронович Віктор Васильович   | 03.11.2010            | вища    | позапартійний          | СКП «Побєдне», головний інженер                                                           |
| 6               | Шкоденко Людмила Володимирівна | 03.11.2010            | вища    | позапартійна           | Побєдненська загальноосвітня школа І-ІІІ ст., вчитель                                     |
| 7               | Сосєдова Яніна Олександрівна   | 03.11.2010            | вища    | позапартійна           | Побєдненська сільська рада, секретар виконкому                                            |
| 8               | Грущенко Віталій Володимирович | 03.11.2010            | вища    | позапартійний          | СВК "КАТП «Джанкой», головний інженер-енергетик                                           |
| 9               | Білик Лілія Миколаївна         | 03.11.2010            | середня | позапартійна           | приватний підприємець                                                                     |
| 10              | Білик Наталя Валеріївна        | 03.11.2010            | вища    | позапартійна           | Побдненська сільська рада, спеціаліст-землевпорядник                                      |
| 11              | Бритвіна Марина Миколаївна     | 03.11.2010            | вища    | позапартійна           | Побєдненська сільська рада, бухгалтер бюджетних установ                                   |
| 12              | Карєєва Тетяна Борисівна       | 03.11.2010            | вища    | член Партії регіонів   | Побєдненська сільська бібліотека, завідувачка                                             |
| 13              | Мосейко Тарас Володимирович    | 03.11.2010            | вища    | член Партії регіонів   | СКП «Побєдне», директор                                                                   |
| 14              | Гілевич Сергій Анатолійович    | 03.11.2010            | вища    | член Партії регіонів   | приватний підприємець                                                                     |
| 15              | Андрійчук Ірина Анатоліївна    | 03.11.2010            | вища    | член Партії регіонів   | Побєдненська сільська рада, інспектор з управління об'єктами комунальної власності        |
| 16              | Пташинська Неля Леонідівна     | 03.11.2010            | вища    | член Партії регіонів   | Побєдненська загальноосвітня школа І-ІІІ ст., вчитель                                     |
| 17              | Аджикелямова Едібе Марленівна  | 03.11.2010            | вища    | позапартійна           | Побєдненська сільська амбулаторія загальної практики сімейної медицини, лікар             |
| 19              | Фатєєва Олена Олексіївна       | 03.11.2010            | вища    | член Партії регіонів   | Побєдненська сільська рада, секретар виконкому                                            |
| 20              | Чернікова Руфіна Іванівна      | 03.11.2010            | вища    | член Партії регіонів   | Побєдненська сільська рада, завідувачка військово-облікового бюро                         |
| Самовисування   |                                |                       |         |                        |                                                                                           |
| 18              | Даниленко Сергій Петрович      | 03.11.2010            | вища    | позапартійний          | СВК "КАТП «Джанкой», головний інженер                                                     |